# Gaylord DuBois
Gaylord DuBois, né le 24 août 1899 et mort le 20 octobre 1993 est un scénariste de comics américain.

## Biographie
Gaylord McIlvaine Du Bois naît le 24 août 1899. En 1947, il travaille, sous le nom de Gaylord DuBois, pour la Western Publishing qui lui demande de scénariser des histoires inédites mettant en scène Tarzan publiées par Dell Comics, la société partenaire de la Western. Un premier récit est publié dans Four Color 134, daté de février 1947 et un second dans le numéro 161 d'août 1947 avec des dessins de Jesse Mace Marsh. L'expérience se montrant concluante, un comics consacré à ce personnage sort en janvier 1948. Gaylord DuBois écrit 350 aventures de Tarzan et les 45 consacrées à Korak, le fils de Tarzan. C'est aussi à partir de 1948 que DuBois, toujours pour Dell, adapte les romans de Zane Grey. Il meurt le 20 octobre 1993.
En 2020, le prix Bill-Finger lui est attribué à titre posthume.